# Józef Baszak
Józef Jan Baszak (ur. 18 lutego 1932 w Sanoku, zm. 22 czerwca 2022) – polski ekonomista, pracownik przedsiębiorstw oraz działacz polityczny i społeczny związany z Sanokiem.

## Życiorys
Józef Jan Baszak urodził się 18 lutego 1932 w Sanoku jako jedno z dziewięciorga dzieci Michała (1888-1968, rodem z Wojutycz) i Franciszki z domu Żołnierczyk (1894-1969). W rodzinnym mieście uczył się w Szkole Powszechnej im. Tadeusza Kościuszki na Posadzie. Potem kształcił się w sanockich szkołach ekonomicznych, gdzie w 1949 ukończył czteroletnie Gimnazjum Kupieckie, a następnie dwuletnie Technikum Administracyjno-Gospodarcze II stopnia. W latach 50. był zawodnikiem sekcji tenisa stołowego i tenisa ziemnego w klubie ZKS Stal Sanok. Po maturze studiował w Wyższej Szkole Ekonomicznej w Katowicach, gdzie w 1955 ukończył studia pierwszego stopnia w zakresie rachunkowości przemysłu. Podczas studiów udzielał się w działalności AZS i pracował przy budowie Stadionu Śląskiego. W późniejszych latach 1959-1962 w katowickiej WSE odbył studia drugiego stopnia w zakresie finansów, uzyskując tytuł magistra ekonomii.
Początkowo po studiach, na podstawie nakazu pracy był zatrudniony w Sanockiej Fabryce Wagonów „Sanowag”, a od 15 sierpnia 1956 do 1967 w Terenowym Przedsiębiorstwie Produkcji Materiałów Budowlanych w Sanoku, awansując tam na stanowisko dyrektora naczelnego. Od 15 czerwca 1967 pracował w Sanockim Przedsiębiorstwie Budowlanym, w którym do 1971 był zastępcą dyrektora ds. zaplecza (środków produkcji), a od czerwca 1971 do 5 lipca 1978 sprawował stanowisko dyrektora. Z pracy tamże odszedł w ramach sprzeciwu wobec reorganizacji zakładu, przekształcającej SPB w Zakład Budowlano-Montażowy w Sanoku. W latach 1978–1979 był zatrudniony w składzie zarządu Spółdzielni Mieszkaniowej w Sanoku. Później przez dwa lata pracował na obszarze ZSRR w ramach oddelegowania. Był zatrudniony w pracach przy gazociągu, był pełnomocnikiem Rzeszowskiego Zjednoczenia Budowlanego w Komarnie (Ukraińska SRR). 1 grudnia 1980 podjął pracę w Sanockich Zakładach Przemysłu Gumowego „Stomil” w Sanoku, wpierw na stanowisku specjalisty ds. ekonomicznych w dziale ekonomicznym, a od 16 lutego 1981 jako zastępca dyrektora ds. ekonomicznych. Po nagłej śmierci naczelnego dyrektora zakładu, Zbigniewa Paszty, 2 maja 1981 został mianowany na jego następcę i sprawował stanowisko do 1990.
W 1973 został członkiem Miejskiej Rady Narodowej w Sanoku i objął funkcję przewodniczącego Komisji Rozwoju Gospodarczego i Gospodarki Mieszkaniowej. W 1978 uzyskał reelekcję w kadencji 1978-1981, został przewodniczącym Komisji Gospodarki Miejskiej i Rolnictwa oraz z ramienia PZPR zasiadał w Prezydium MRN. W maju 1981 został wybrany członkiem Egzekutywy Komitetu Miejskiego PZPR w Sanoku. Był wybierany członkiem Komitetu Wojewódzkiego PZPR w Krośnie: 17-18 czerwca 1981, 27 stycznia 1984. Był wybierany do zarządu Towarzystwa Rozwoju i Upiększania Miasta Sanoka: w styczniu 1983, w czerwcu 1987. W późniejszych latach 80. był przewodniczącym Miejskiej Komisji Czynów Społecznych w Sanoku. W latach 70. był członkiem Społecznego Komitetu Budowy Ośrodków Sportowych w Sanoku. Na przestrzeni lat w Sanoku udzielał się w komitetach budowy sztucznego lodowiska Torsan, kortów tenisowych, infrastruktury MOSiR, w tym toru lodowego Błonie i zespołu basenów kąpielowych. Na początki lat 70. był współzałożycielem Sanockiego Klubu Tenisowego. Był dyrektorem komitetu organizacyjnego Mistrzostw Polski w Podnoszeniu Ciężarów 1987 w Sanoku w dniach 27-30 marca 1987. W 1988 otrzymał nominację na wyższy stopień oficerski kapitana rezerwy Ludowego Wojska Polskiego. 

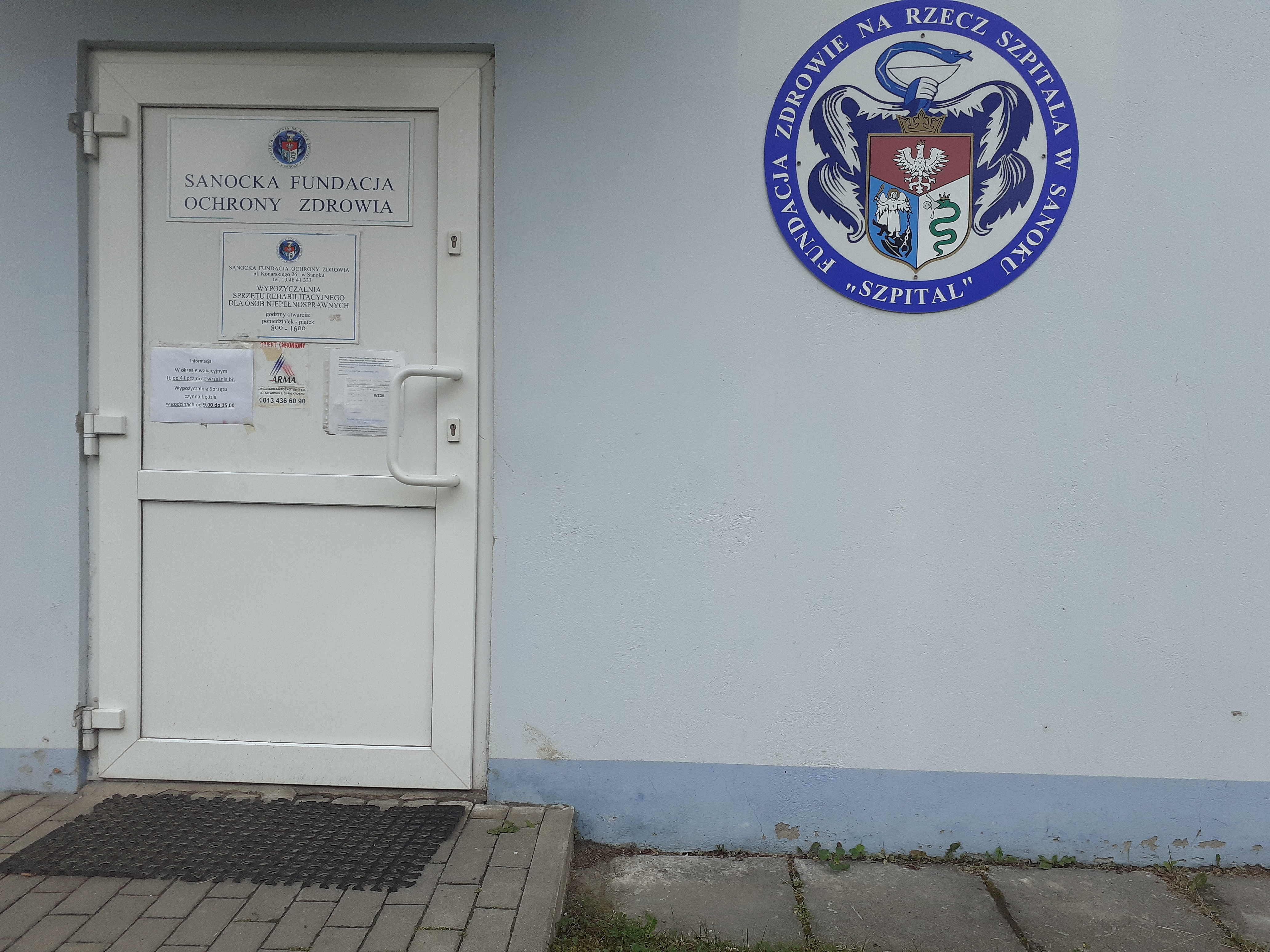
Siedziba Sanockiej Fundacji Ochrony Zdrowia przy ul. Stanisława Konarskiego 26

Przed wyborami parlamentarnymi w 1989 był anonsowany w gronie kandydatów do ubiegania się o mandat Sejmu PRL X kadencji z puli PZPR w okręgu wyborczym nr 51, jednak ostatecznie nie wziął udziału w wyborach. W III Rzeczypospolitej pełnił mandat radnego Rady Powiatu Sanockiego kadencji II 2002–2006 (startował z listy Sojuszu Lewicy Demokratycznej-Unii Pracy) i kadencji IV 2010–2014 (startował z listy KW Stowarzyszenie „Zjednoczeni Samorządowcy Ziemi Sanockiej”).
W późniejszych latach oddał się pracy społecznej w zakresie budowy obiektów sportowych i służby zdrowia. Pierwotnie był jednym z założycieli  Społecznego Komitetu Pomocy Sanockiemu Szpitalowi. Został prezesem zarządu Sanockiej Fundacji Ochrony Zdrowia (od 2003) i prezesem zarządu Fundacji Zdrowia na Rzecz Szpitala w Sanoku przy ul. 800-lecia 26 „Szpital”.
Od 1956 jego żoną była Krystyna Wójcicka (1935-2019). Miał córkę Grażynę i syna Bogusława. Zmarł 22 czerwca 2022. Został pochowany na Cmentarzu Posada w Sanoku 25 czerwca 2022. 

## Publikacje
- Zarys dziejów lecznictwa na terenie Ziemi Sanockiej w latach 1485–2012 (2016, autor rozdziału Fundacja. Darczyńcy i Wolontariusze)
- Historia czynów społecznych w Sanoku 1945–2000 (2016, współautor)
- Sanockie Zakłady Przemysłu Gumowego „Stomil” w Sanoku 1931–1991 (2020, współautor)

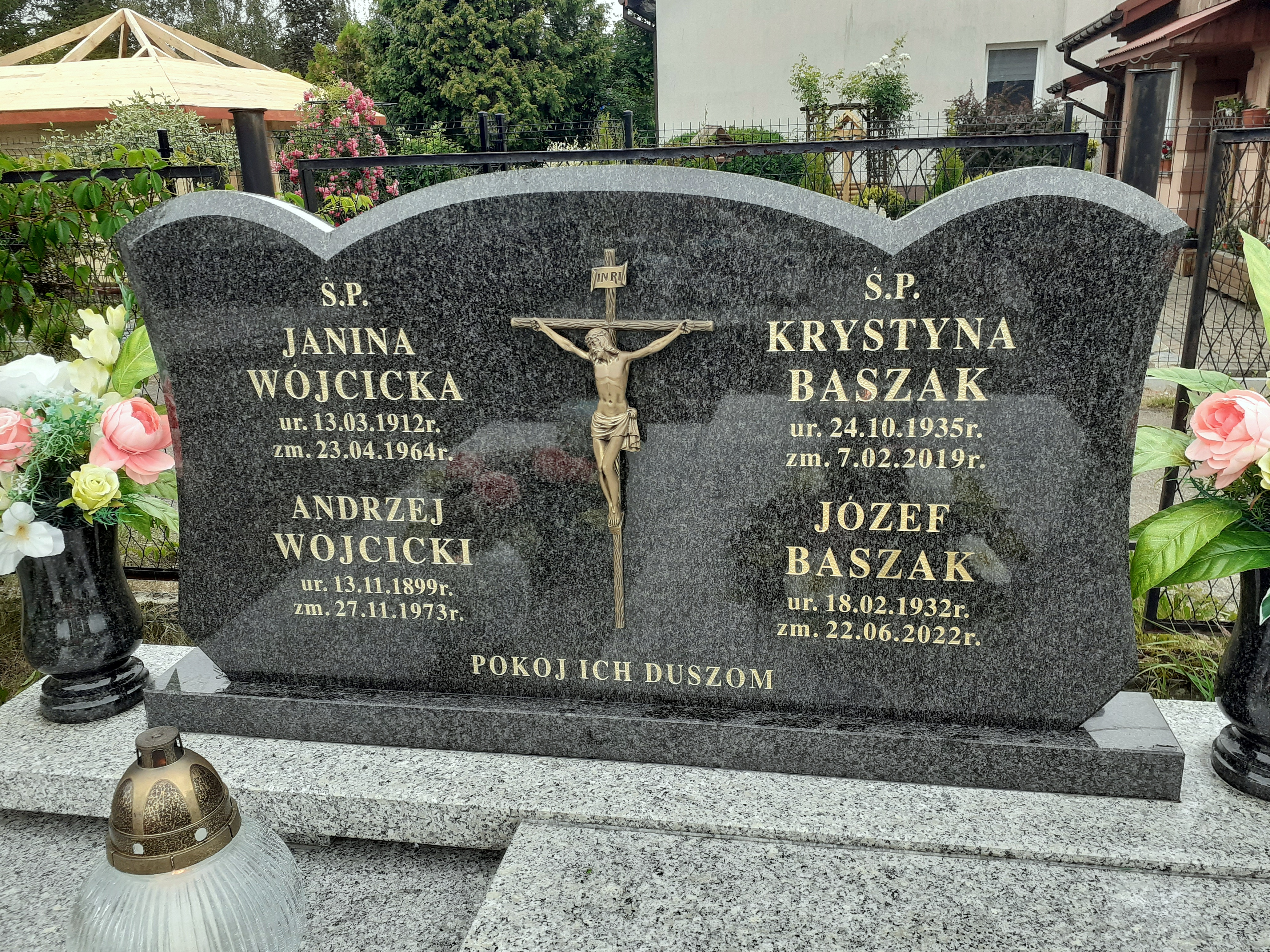
Grobowiec rodzinny Józefa Baszaka

## Odznaczenia
- Złota odznaka „Zasłużony Działacz Kultury Fizycznej” (1976)[42]
- Odznaka „Zasłużony Działacz Kultury Fizycznej” (1987)[43]
- Złota Odznaka Honorowa Towarzystwa Przyjaźni Polsko-Radzieckiej (1977)[44]
- Odznaka „Zasłużony Działacz Frontu Jedności Narodu” (1982)[45]
- Odznaka „Przyjaciel Dziecka” (1988[46], 2008[47])
- Odznaka „Zasłużony dla Sanoka” (1976)[42]
- Order Świętego Stanisława II klasy (1995)[48][49][50]
- Nominacja do Nagrody Jana Rodowicza „Anody” w kategorii „Całokształt dokonań oraz godna naśladowania postawa życiowa” (2018)[51]